# منير تقي الدين
منير محمود تقي الدين (1917 - 1979) دبلوماسي وعسكري وكاتب لبناني. ولد في بعقلين بقضاء الشوف في عائلة درزية ووالده هو محمود تقي الدين. تلقى علومه الأولية في بلدته، ثم في مدرسة اللاييك في بيروت، ثم في الجامعة الأميركية. بدأ حياته العملية مدرساً في العراق (1937-1940) ثم عاد إلى لبنان فعين محافظاً للشمال بالإضافة إلى وظيفته مديراً عاماً في وزارة الدفاع، ونقل إلى السلك الخارجي فكان سفيراً في عدة بلدان. له مؤلفات مطبوعة ومخطوطة.

## سيرته
ولد منير بن محمود بن سعيد بن محمود تقي الدين سنة 1917 في بعقلين وتلقى علومه الأولية في بلدته ثم في مدرسة اللاييك في بيروت، ثم في الجامعة الأميركية حيث أنهى دروسه الثانوية. بدأ حياته العلمية مدرساً في العراق (1937- 1940) ثم عاد إلى لبنان ليعمل في الحفل الوطني فكان أحد القواد الثلاثة للحرس الوطني في بشامون سنة 1943 وهم منير تقي الدين ونعيم مغبغب، وأديب البعيني ثم عاد إلى التحصيل فنال شهادة BA و MA من الجامعة الأميركية ما بين 1951 - 1953 وعين مديراً عاماً لوزارة الدفاع ولبث في منصبه إلى أن استقال سنة 1958 احتجاجاً على سياسة الحكومة، ثم عاد إليها في السنة التالية.

وفي سنة 1963 عين محافظاً للشمال بالإضافة إلى وظيفته في وزارة الدفاع، وفي سنة 1963 نقل إلى السلك الخارجي وعين سفيراً للبنان في السودان والحبشة (1963 - 1967) ثم سفيراً في يوغوسلافيا وبلغاريا (1967 - 1971) ثم سفيراً في قبرص حيث بقي إلى أن أحيل إلى التقاعد.
توفي في بيروت سنة 1979 ونقل إلى جثمانه بعقلين في مأتم مهيب .

## حياته الشخصية
له من أولاد زياد وعامر (توفي في 5 تشرين الثاني 2017) وجمانة. والده هو محمود تقي الدين ووالدته زهية أمين عبد الملك. إخوته هم سعيد تقي الدين (15 مايو 1904 - 10 فبراير 1960)،  ودبلوماسي خليل تقي الدين (3 مارس 1906 - 9 يوليو 1987)، ، و سياسي بهيج تقي الدين (1909 - 9 فبراير 1980)، وأكاديمي بديع تقي الدين (1919 - 2000) و نديم تقي الدين (1921 - 24 سبتمبر 2009).

## مؤلفاته
له مؤلفات:
- سقوط فلسطين، 1948.
- محاضرات في التدريب العسكري، 1951.
- ولادة استقلال، 1952.
- الجلاء؛وثائق خطيرة تنشر لأول مرة، 1954.
- مقامات لبنانية، 1963.
- لبنان ماذا دهاك، 1979.

وله بعض المخطوطات لم تطبع.

## وصلات خارجية
- في sakhrit